# Juozas-Tallat-Kelpša-Konservatorium Vilnius

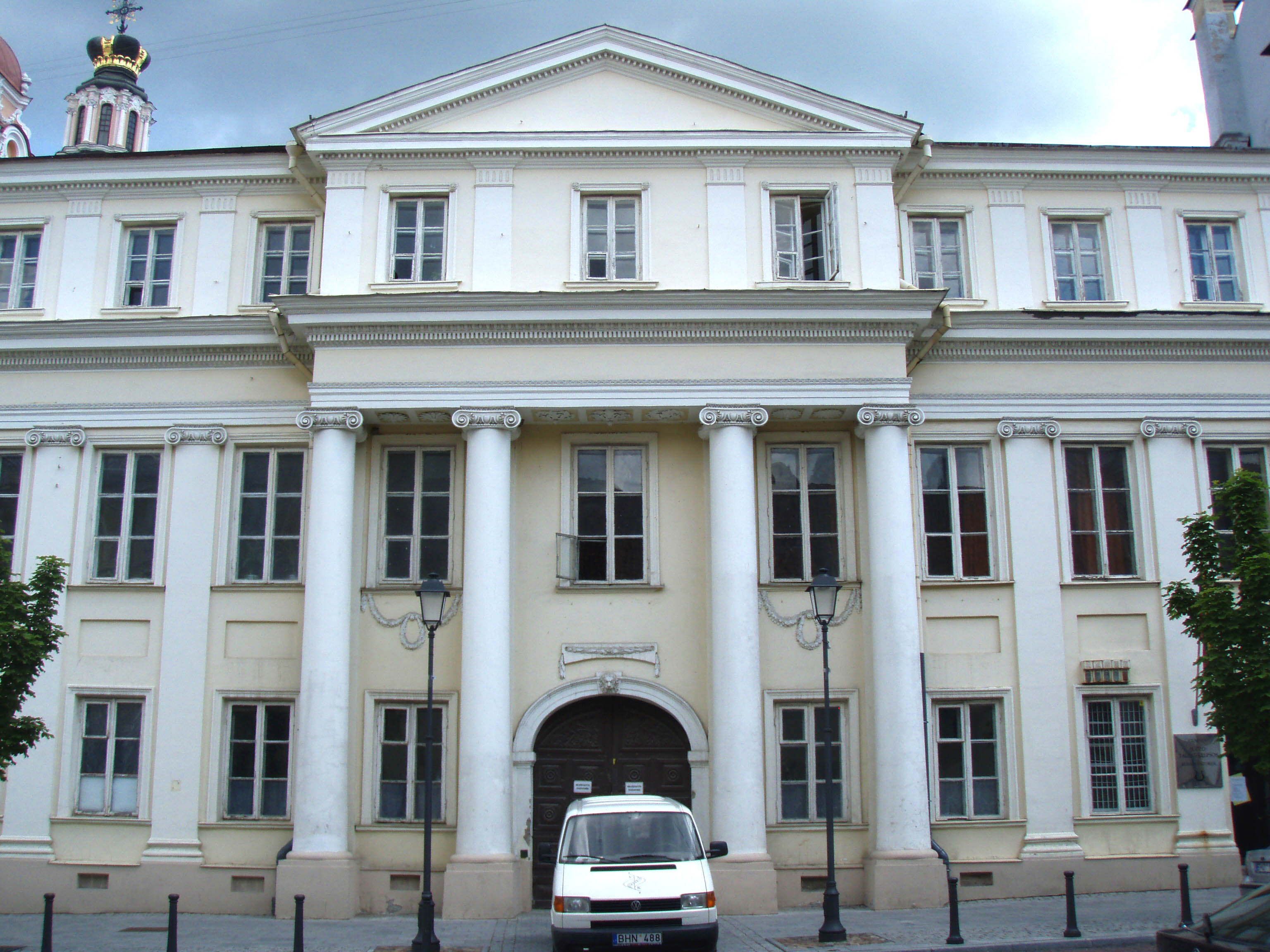
Konservatorium

Das Juozas-Tallat-Kelpša-Konservatorium Vilnius (lit. Vilniaus Juozo Tallat-Kelpšos konservatorija) ist ein Musikgymnasium in der litauischen Hauptstadt Vilnius. Es bereitet die künftigen Studenten der Musik- und Theaterakademie Litauens vor.

## Namen
- 1944–1967: Juozas-Tallat-Kelpša-Musiktechnikum Vilnius
- 1949: J.Tallat-Kelpša-Musikschule
- Ab 1967: Höhere Schule von J. Tallat-Kelpša Vilnius
- Seit 2004: Konservatorium Vilnius (Mittelschule, dann Gymnasium)

## Geschichte
Im November 1940 wurde eine Musikschule gegründet. Hier lernten 715 Schüler. 1949 entstand das Litauische Staatskonservatorium aus dem Konservatorium Kaunas und dem Konservatorium Vilnius. 1957 wurde das Sinfonieorchester gegründet (Leiter Juozas Karosas).
1993 entstand das Konservatorium Vilnius aus der Kulturschule Vilnius und  der J. Tallat-Kelpša-Schule Vilnius mokykla. Im Juli 2004 wurde das Konservatorium  reorganisiert. Das Konservatorium Vilnius, die Musikmittelschule, und die Fakultät für Künste am Kollegium Vilnius wurden gegründet.
2005 gab es die (letzte) 12. Diplomanden-Reihe  (ab 1993) oder 9. Reihe  (ab 1997) der höheren Bildung, 1213 Diplome wurden insgesamt vergeben.

## Schüler
- Vygintas Gasparavičius (* 1979),  Kulturmanager und Politiker, Vizeminister der Kultur
- Arkadijus Gotesmanas (* 1959), Jazz- und Improvisationsmusiker (Schlagzeug, Perkussion)
- Algirdas Jurevičius (* 1972), Bischof von Telšiai
- Virgilijus Noreika (1935–2018), Tenor und Professor
- Ilona Stulpinienė (* 1963), Politiker, Seimas-Mitglied
- Lionginas Abarius (1929–2022), Komponist und Musiker
- Vaclovas Paketūras

Komponisten
Vytautas Barkauskas
Benjaminas Gorbulskis
Antanas Rekašius
Genovaitė Vanagaitė
Algimantas Raudonikis
Povilas Dikčius

## Lehrer
- Saulius Sondeckis (1928–2016), Dirigent, Professor
- Mindaugas Tamošiūnas (1934–2011), Posaunist, Komponist und Orchesterleiter

## Direktoren
- 1940–1944: Jonas Bendorius
- 1945–1949: Konradas Kaveckas
- 1949–1966: Antanas Karosas
- 1966–1985: Petras Juodelė
- 1985–1998: Mikalojus Novikas
- 1998–2004: Laimis Vilkončius
- Seit 2004: Doleroza Pilikauskienė